# Bryhnia sublaevifolia
Bryhnia sublaevifolia là một loài Rêu trong họ Brachytheciaceae. Loài này được Broth. & Paris mô tả khoa học đầu tiên năm 1911.